# Hemimarginula pileum
Hemimarginula pileum is een slakkensoort uit de familie van de Fissurellidae. De wetenschappelijke naam van de soort is voor het eerst geldig gepubliceerd in 1889 door Heilprin.